# Wink Martindale
Winston Conrad "Wink" Martindale (Jackson (Tennessee), 4 december 1933 – Rancho Mirage (Californië), 15 april 2025) was een Amerikaans acteur en televisiepresentator.